# 久々利役所
久々利役所（くくりやくしょ）は、江戸時代に美濃国可児郡久々利村（現在の岐阜県可児市久々利)にあった尾張藩重臣の山村甚兵衛家の陣屋。

## 概要
久々利村は、元は土岐氏一族の久々利氏の領地で、久々利城があったが、天正11年（1583年）1月に久々利頼興が森長可によって謀殺されたため久々利氏は滅亡し、領主が不在となっていた。
慶長5年(1600年)、関ヶ原の戦いの前哨戦の東濃の戦いで戦功を挙げた木曾衆は、徳川家康から美濃国可児郡・土岐郡・恵那郡の中山道沿いの村々の計16,200石を与えられ、その内で山村甚兵衛家は、5,600石を知行所とした。
慶長6年(1601年)2月、木曾衆は、家康から久々利村に屋敷を構えるように命じられ、千村平右衛門良重は千村陣屋を構え、久々利九人衆も、それぞれ屋敷を構えた。
山村甚兵衛良勝は、木曽福島の山村代官屋敷を本拠地として、地方支配の役所として久々利役所と中津川代官所を設けた。
久々利役所には、家老格の者を置いて可児郡と土岐郡内の知行所を管轄させ年貢の徴収などを行った。
山村甚兵衛家の知行所は、千村平右衛門家や、久々利九人衆と一つの村、に共存することが多かったが、村民からの請願には用水、川除けなど立会裁許を必要とするものがあった。
その場合、山村甚兵衛家は、その座上筆頭(上席)の位置にあったので、管下の百姓は「御頭(おかしら)」と呼び、その下役を代官と呼んでいた。

## 久々利役所が管轄していた知行所

### 美濃国可児郡における知行所
- 大久後　50石
- 谷　100石
- 美佐野　200石
- 井尻　435石1斗6升5合
- 久々利　400石
- 羽崎　874石4斗
- 伊岐津志　200石

### 美濃国土岐郡における知行所
- 深沢　101石2斗2升1合
- 田髙戸　9石5斗
- 志月　4石
- 本郷　735石1斗9升
- 大湫村　54石9斗1升
- 一日市場　25石1斗